# Dysdera limitanea
Dysdera limitanea är en spindelart som beskrevs av Peter Mikhailovitch Dunin 1985. Dysdera limitanea ingår i släktet Dysdera och familjen ringögonspindlar.
Artens utbredningsområde är Turkmenistan. Inga underarter finns listade i Catalogue of Life.